# Lombard Pápa
Lombard FC Pápa ist ein ungarischer Fußballverein aus der westungarischen Kleinstadt Pápa und wurde 1995 als Pápai Egyesített Labdarúgó Club gegründet. Die Vereinsfarben sind Blau, Gelb und Schwarz. Die Fußballmannschaft trägt ihre Heimspiele im Perutz-Stadion, das rund 5.500 Zuschauer fasst, aus.
Die 1. Mannschaft ist in der Saison 2005/06 aus der Nemzeti Bajnokság I, der ersten ungarischen Fußball-Liga als Tabellen-Schlusslicht in die 2. Liga abgestiegen. 
Zur Saison 2009/10 stieg Lompard Pápa wieder in die Nemzeti Bajnokság auf. In der Saison 14/15 stieg sie ab.
Die Firma "Lombard" (Finanzwesen) betätigt sich vor einigen Jahren zunächst als Namenssponsor in Tatabánya (Lombard FC Tatabánya), danach in Szombathely (Lombard FC Haladás). Von Szombathely verpflanzte die Firma als Lizenzinhaber die Profimannschaft schließlich nach Pápa. 
In der ersten Spielzeit in der NB I schaffte Lombard Pápa als Vierzehnter noch äußerst knapp den Klassenerhalt und vertrat Ungarn in der darauffolgenden Saison sogar im UI-Cup. In der 1. Runde setzte sich der Klub gegen WIT Georgia Tiflis mit 2:1 und 1:0 durch. In Runde 2 zog sich Pápa gegen den schwedischen Traditionsklub IFK Göteborg achtbar aus der Affäre (2:3/0:1), schied aber dennoch aus.

## Trainer
- József Kiprich (2007–2008)